# Dirty Love (film 1988)
Dirty Love è un film del 1988 diretto da Joe D'Amato.

## Trama
Terry è una ventenne sbarazzina cresciuta nel sobborgo provinciale di Warrington, che sogna di sfondare nella danza per evadere da quel luogo e da un futuro già impostato per lei dalla sua ricca famiglia. Trasferitasi a Richmond per frequentare una scuola di danza, si ritrova a vivere in libertà molte nuove esperienze grazie soprattutto alla sua straripante esuberanza fisica. Trova sulla sua strada l'amicizia di Susan, sua compagna di stanza, una tossicodipendente che in seguito cerca di aiutare, e del ballerino Michael; va a letto con il ricco Robert, col quale inizialmente non ha intenzioni serie salvo poi fidanzarsi, ma lo lascia quando si accorge che questi vuole solo sfruttare la sua avvenenza per scopi affaristici. Alla fine, spinta dalla propria determinazione e spronata dalla sua amica Susan, riesce a vincere con Michael il saggio finale della scuola, aggiudicandosi così un contratto per la tournée di un musical.
Le esperienze avute nel frattempo, però, avranno ormai fatto maturare Terry ad un livello tale che deciderà di non voler più essere una ballerina per accettare la vita semplicemente per come arriverà. Il film termina quindi con un ballo in strada sincero e liberatorio che rispecchia la vera indole della protagonista.